# Molen van Geurts
De Molen van Geurts was een rosmolen in Blerick, tegenwoordig een stadsdeel van de Nederlandse gemeente Venlo.
De molen werd gebouwd aan het begin van de negentiende eeuw, vermoedelijk in of voor 1810. Landbouwer Mathijs Geurts en zoon Peter gebruikten de molen om graan mee te malen. In 1861 verkocht hij de molen aan Johanna Lemmens, de echtgenote van industrieel Antoon Jurgens. Weer zes jaar later werd de molen doorverkocht aan de Blerickse bierbrouwer Gerardus Hillen, die er café Het Hert vestigde, inclusief brouwerij. De molen diende voortaan om mout mee te malen.
Benders Molen · Bovenste Molen · Distelmolen · Geërfdenmolen · Molen van Geurts · Goofersmolen · Goossensmolentje · Hellmolen · Holtmeule · Italiëmolen · Jansens Standerdmolen · Laaghuismolen · Lohofsmolen · Maagdenbergsmolen · Maalbekermolen · Molen van het Aldt Huys · De Meule · Munnikemolen · Oliemolen · Onderste Molen · Ottenmolen · Panhuismolen · Patersmolen · Peetersmolen · Picardiemolen · Polvermolen · Sint-Antoniusmolen · Spanjaertsmolen · Stadsmolen · Molen van Van der Steen · Rijstpelmolen Van Dinteren · Rosmolen Verzijl · Villegerveldsmolen · Watermeule · Watermolen Lomm · Weizemolen · Wymarse Molen